# Théophane Parkhomenko
Pour les articles homonymes, voir Parkhomenko.
Théophane Agapovitch Parkhomenko (en russe : Феофан Агапович Пархоменко) est un général de l'Union soviétique.

## Biographie
Il est né dans le village d'Ekaterinovka dans le gouvernement de Stavropol dans une famille d'un paysan. Il s'engage dans l'armée durant la Première Guerre mondiale. Durant la guerre civile, il commande un escadron de cavalerie puis le 21e régiment de cavalerie. Après la guerre civile, il commande des régiments de cavalerie comme commandant du 87e régiment de cavalerie. En 1936, il commande la 22e division de cavalerie. Il est arrêté puis relâché lors des Grandes Purges. Il devient commandant de la 4e division de cavalerie de cosaques.
Au début de la Seconde Guerre mondiale, il devient commandant brigade. Du 11 mars au 14 juillet 1941, il commande la 210e division motorisée. Du 8 juin au 15 juillet 1942, il commande le 5e corps de cavalerie et, du 14 juillet au 7 août 1942, il commande la 9e armée. Du 21 décembre 1942 au 14 août 1943, il commande le 18e corps de cavalerie. Du 15 janvier au 27 mars 1944, il commande le 125e corps de fusiliers. De septembre 1944 jusqu'à la fin de la guerre, il commande la 70e armée (en). Depuis le 19 avril 1945, il devient lieutenant-général.